# Chiesa di San Paolo Apostolo (Monte Marenzo)
La chiesa di San Paolo Apostolo è la parrocchiale di Monte Marenzo, in provincia di Lecco e diocesi di Bergamo; fa parte del vicariato di Calolzio-Caprino.

## Storia
La prima citazione di una chiesa a Monte Marenzo, filiale della pieve di Brivio, risale al 1187; la chiesa venne nuovamente menzionata nel 1294.
La chiesa risultava essere sede di una cappellania nel 1398, mentre successivamente entrò a far parte della parrocchia di Monte Marenzo-Torre de' Busi, per poi diventare completamente indipendente nel 1452 essendo eretta a parrocchiale.
Sul finire del Quattrocento l'edificio fu riedificato, per poi venir consacrato il 3 maggio 1495.
Nel 1776 fu posta la prima pietra della nuova parrocchiale, disegnata dal pontesampietrino Romano Terzi; nel 1787, in seguito alla decisione di papa Pio VI pressato dall’imperatore Giuseppe II, la chiesa passò dall'arcidiocesi di Milano alla diocesi di Bergamo.
Dall'Elenco del clero del 1801 s'apprende che la parrocchia montemarenzina era inserita nella vicaria di Caprino; una tale situazione si ritrova pure negli Stati del clero del 1822 e anche nel 1861, anno in cui i fedeli ammontavano a 250.
Nel 1862 la chiesa venne consacrata dal vescovo di Bergamo Pier Luigi Speranza; la sagrestia tra il 1911 e il 1912 fu oggetto di un ampliamento.
Nel 1962 fu posato il nuovo pavimento della chiesa, mentre poi nel 1964 vennero ridipinte le pareti interne; il 28 giugno 1971 la parrocchia, con la soppressione della vicaria di Caprino, entrò a far parte della zona pastorale VI, per poi essere aggregata il 21 maggio 1979 al vicariato di Calolzio-Caprino.

## Descrizione

### Facciata
La facciata della chiesa, la quale è preceduta da un portico sorretto da colonne che si ergono sopra a dei basamenti, è tripartita da quattro lesene, sopra le quali vi sono la trabeazione e il timpano di forma curvilinea; al centro è posto il portale d'ingresso, realizzato nel 1850 e sovrastato da una finestra.

### Interno
L'interno si compone di un'unica navata, le cui pareti sono scandite da lesene in stucco lucido, coronate da capitelli corinzi che la spartiscono in tre campate e che sorreggono la trabeazione, sopra la quale s'imposta la volta a crociera; l'aula termina con il presbiterio, sopraelevato di tre gradini e chiuso dall'abside semicircolare.
Opere di pregio qui conservate sono le due tele ritraenti la Conversione e il Martirio di San Paolo, eseguite da Francesco Capella tra il 1774 e il 1776, il pulpito, costruito nel 1927 da Alessandro Gritti, e gli stalli del coro, realizzati da Pietro Fontana nel 1909.